# Organel
Organel, tudi organček, je strukturna in funkcionalna enota celice, kjer potekajo presnovni in drugi procesi ločeno od preostalega dela celice.
Organele delimo na zrnate (ribosom), enomembranske (endoplazemski retikulum, Golgijev aparat, vakuola), dvomembranske (jedro, mitohondrij, kloroplast) in nitaste (biček, migetalka, bazalno telesce, centriol).
Membranski organeli so značilni samo za evkariontski tip celice, zrnati in nekateri nitasti (biček) pa tudi za prokariontski tip celice.
Dvomembranski organeli so najkompleksnejši in vsebujejo dednino. Po endosimbiontski teoriji naj bi dvomembranski organeli, tj. mitohondriji in plastidi, izvirali iz nekdaj prostoživečih prokariontskih organizmov, ki jih je matična celica vključila vase. Poleg lastne DNK, ki ima značilnosti prokariontske, imajo tudi membrano, podobno prokariontski, zelo specifično vlogo (zaradi katere naj bi sploh prišlo do vključitve) in nekatere druge strukturne podobnosti z danes živečimi prokarionti. Tudi delijo se s cepitvijo, ločeno od matične celice. Organeli naj bi kasneje z optimizacijo izgubili velik del genskega zapisa in danes samostojno ne morejo več preživeti.
Ob delitvi matične celice se organeli enakomerno porazdelijo v obe hčerinski celici in se delijo naknadno, v fazi celične rasti.